# Анаткасы (Яндобинское сельское поселение)
Анаткасы́ (чув. Анаткасси) — деревня в Аликовском муниципальном округе Чувашской республики. Входила в состав Яндобинского сельского поселения до его упразднения в 2022 году.

## География
Находится в северо-западной части Чувашии на расстоянии приблизительно 12 км на восток по прямой от районного центра села Аликово.

## История
Известна с 1670-х годов, когда здесь было отмечено 100 жителей мужского пола. В 1747 году учтено 183 мужчины, в 1795 246 мужчин. Население составляло 395 человек (1858 год), 602 (1906) при 126 дворах, 573 (1926) при 127 дворах, 560 (1939), 449 (1979). Отмечено 117 дворов в 2002 году и 86 домохозяйств в 2010. В период коллективизации был организован колхоз «Трактор на Сорме», в 2010 работал СХПК «Звезда».

## Население
Население составляло 301 человек (чуваши 98 %) в 2002 году, 236 в 2010.